# Bailleau-l’Évêque
Bailleau-l’Évêque település Franciaországban, Eure-et-Loir megyében. Lakosainak száma 1190 fő (2022. január 1.). Bailleau-l’Évêque Dangers, Briconville, Fresnay-le-Gilmert, Poisvilliers, Lèves, Mainvilliers, Amilly, Saint-Aubin-des-Bois és Mittainvilliers-Vérigny községekkel határos.

## Népesség
A település népességének változása:
| Lakosok száma | 545  | 682  | 929  | 1116 | 1181 | 1170 | 1162 | 1139 | 1146 | 1190 |
|               | 1968 | 1982 | 1990 | 2006 | 2013 | 2015 | 2017 | 2019 | 2020 | 2022 |